# Amblyothele
Genre
Amblyothele est un genre d'araignées aranéomorphes de la famille des Lycosidae.

## Distribution
Les espèces de ce genre se rencontrent Afrique subsaharienne.

## Liste des espèces
Selon World Spider Catalog (version 17.0, 31/03/2016) :
- Amblyothele albocincta Simon, 1910
- Amblyothele atlantica Russell-Smith, Jocqué & Alderweireldt, 2009
- Amblyothele ecologica Russell-Smith, Jocqué & Alderweireldt, 2009
- Amblyothele hamatula Russell-Smith, Jocqué & Alderweireldt, 2009
- Amblyothele kivumba Russell-Smith, Jocqué & Alderweireldt, 2009
- Amblyothele latedissipata Russell-Smith, Jocqué & Alderweireldt, 2009
- Amblyothele longipes Russell-Smith, Jocqué & Alderweireldt, 2009
- Amblyothele togona Roewer, 1960

## Publication originale
- Simon, 1910 : Arachnoidea. Araneae (II). Zoologische und anthropologische Ergebnisse einer Forschungsreise im Westlichen und zentralen Südafrika. Denkschriften der Medicinisch-naturwissenschaftlichen Gesellschaft zu Jena, vol. 16, p. 175-218 (texte intégral).